# Ludovico Gazzoli

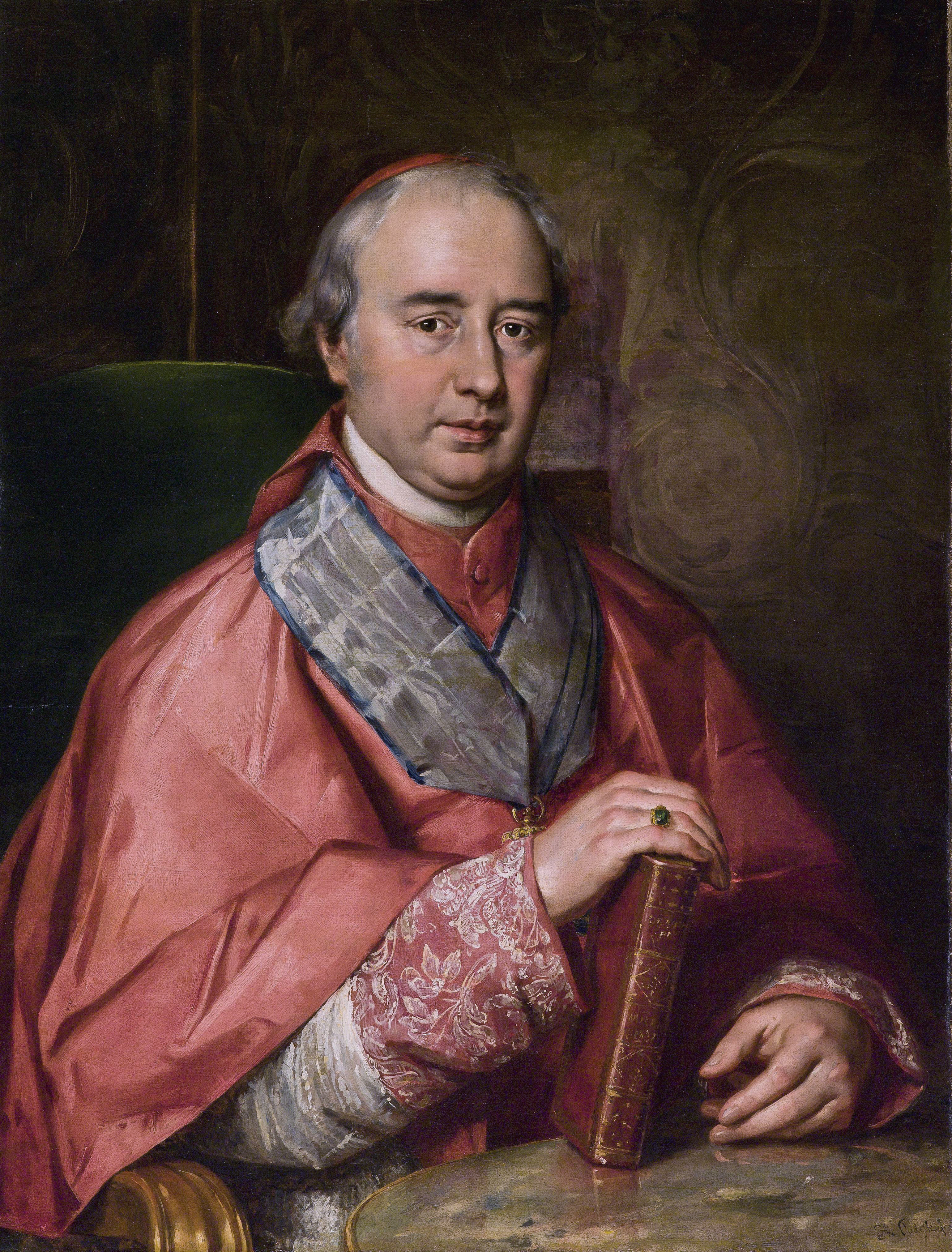
Ludovico Gazzoli

Ludovico Gazzoli, auch Lodovico Gazzoli (* 18. März 1774 in Terni; † 12. Februar 1858 in Rom) war ein italienischer Kurienkardinal.

## Leben
Gazzoli stammte aus einer Patrizierfamilie, er war der Sohn des Grafen Filippo Gazzoli und dessen Ehefrau Ersilia Fabrizi. Der Kardinal Luigi Gazzoli war sein Onkel.
Ludovico Gazzoli begann seine Ausbildung am Seminar von Frascati und studierte an der Universität Perugia, wo er den akademischen Grad eines Doctor iuris utriusque erreichte. Danach empfing er die niederen Weihen und begann, für die päpstliche Verwaltung zu arbeiten. Ab dem 3. Juni 1802 war er Referendar an den Gerichtshöfen der Apostolischen Signatur, diente als Gouverneur verschiedener Städte im Kirchenstaat sowie als Apostolischer Delegat.
Im Konsistorium vom 30. September 1831 kreierte ihn Papst Gregor XVI. zum Kardinal in pectore, dies wurde am Konsistorium vom 2. Juli 1832 bekanntgegeben. Den Kardinalshut empfing Ludovico Gazzoli am 5. Juli desselben Jahres und am 17. Dezember 1832 wurde er zum Kardinaldiakon der Titeldiakonie Sant’Eustachio ernannt. Vom 15. April 1833 bis zum 20. Januar 1834 war er Kämmerer des Heiligen Kardinalskollegiums. Er war Präfekt mehrerer Behörden des Kirchenstaates und nahm am Konklave 1846 teil, bei dem Pius IX. zum Papst gewählt wurde. Am 19. März 1857 optierte er für die Titeldiakonie Santa Maria in Via Lata. Er war Kardinalprotodiakon.
Ludovico Gazzoli starb in Rom und wurde dort in der Kirche seiner Titeldiakonie Santa Maria in Via Lata beigesetzt.